# Філіпповське сільське поселення (Кірово-Чепецький район)
Філі́пповське сільське поселення (рос. Филипповское сельское поселение) — адміністративна одиниця у складі Кірово-Чепецького району Кіровської області Росії. Адміністративний центр поселення — село Філіппово.

## Історія
Станом на 2002 рік на території сучасного поселення існували такі адміністративні одиниці:
- Філіпповський сільський округ (село Філіппово, присілки Бегічі, Вяткіно, Голодаєво, Дудіно, Казарінці, Коногори, Криловці, Пантюхіно, Пуста, Свиногор, Широковці)

Поселення було утворене згідно із законом Кіровської області від 7 грудня 2004 року № 284-ЗО у рамках муніципальної реформи шляхом перетворення Філіпповського сільського округу.

## Населення
Населення поселення становить 1302 особи (2017; 1334 у 2016, 1331 у 2015, 1368 у 2014, 1386 у 2013, 1384 у 2012, 1301 у 2010, 1497 у 2002).

## Склад
До складу поселення входять 12 населених пунктів:
| Населений пункт     | Населення, осіб (2002) | Населення, осіб (2010) |
| ------------------- | ---------------------- | ---------------------- |
| Бегічі, присілок    | 121                    | 84                     |
| Вяткіно, присілок   | 3                      | 4                      |
| Голодаєво, присілок | 4                      | 6                      |
| Дудіно, присілок    | 50                     | 35                     |
| Казарінці, присілок | 31                     | 13                     |
| Коногори, присілок  | 0                      | 0                      |
| Криловці, присілок  | 49                     | 58                     |
| Пантюхіно, присілок | 8                      | 2                      |
| Пуста, присілок     | 4                      | 2                      |
| Свиногор, присілок  | 2                      | 0                      |
| Філіппово, село     | 1100                   | 999                    |
| Широковці, присілок | 125                    | 98                     |